# Su per la discesa
Su per la discesa (Up the Down Staircase) è un film del 1967 diretto da Robert Mulligan e tratto dal romanzo omonimo di Bel Kaufman. Interpretato da Sandy Dennis, nel ruolo principale dell'insegnante Sylvia Barrett, Patrick Bedford, Eileen Heckart e Ruth White.

## Trama
Sylvia Barrett è un'insegnante di letteratura al suo primo incarico in un istituto superiore che lei stessa ha scelto, una tipica scuola di New York nei primi anni sessanta, dove le classi sono strapiene, le finestre sono rotte, i libri arrivano in ritardo, la campanella suona sempre al momento sbagliato. Al suo primo ingresso nella scuola, incontra già alcune difficoltà nella comunicazione con i ragazzi e con i colleghi, anche a causa della burocrazia che prevede moduli per ogni sorta di cosa, anche per un pallone da pallacanestro che le è stato assegnato per errore.
Sylvia inizia a conoscere i ragazzi della propria classe e verrà coinvolta dai loro problemi individuali: Joe, ragazzo estremamente taciturno insofferente dei rimproveri e delle punizioni impostegli, sfida continuamente la pazienza di Sylvia, ma in fondo desidera cambiare strada e lo dimostra in occasione degli esami, che supera nonostante gli ostacoli posti dal direttore; Alice, studentessa innamorata del collega di Sylvia, il professor Berringer, non riuscendo a parlare con nessun adulto, nemmeno con Sylvia, tenta il suicidio gettandosi dalla finestra della classe; Lou, ragazzo di colore, inizialmente insofferente al sistema e agli atteggiamenti diffusi di razzismo, dimostra via via impegno sempre crescente, ma, con sorpresa, a un certo punto abbandona la scuola.
Sylvia si scontra in più occasioni con il professor Berringer, collega di letteratura, sull'importanza di prestare attenzione ai ragazzi, alle loro debolezze e alle loro aspirazioni. Dopo l'incidente di Alice, Berringer abbandona la scuola. La signorina Filenberg, consulente, che si occupa dell'archivio delle schede degli studenti, permette a Sylvia di conoscere meglio il passato e il carattere dei suoi studenti. Il signor MacCaib, assistente amministrativo, è il severo supervisore sulle attività di ragazzi e studenti, mentre il professor Bester, direttore didattico della scuola, si rivela alla fine essere attento ai ragazzi e all'impegno dei docenti e, in particolare, spinge Sylvia a riflettere sulla sua vocazione e sulla sua decisione finale.
Già dopo il primo trimestre, infatti, Sylvia desidera rassegnare le sue dimissioni per trasferirsi in un'altra scuola, ma dopo alterne vicende, al termine del suo primo anno di corso, ricevuto l'ennesimo modulo da firmare per chiedere il trasferimento, decide di stracciarlo e sorridendo si incammina ancora una volta verso le scale della scuola - qui, pur dovendo salire "up" per raggiungere la sua classe, decide di usare le scale riservate alla discesa "down", incrociando così dei ragazzi che, per la prima volta, la salutano allegramente.